# NGC 1215
NGC 1215 è una galassia a spirale intermedia situata nella costellazione dell'Eridano, a una distanza di circa 226 milioni di anni luce dalla nostra Via Lattea.

## Scoperta
La galassia è stata scoperta il 21 ottobre 1886 dall'astronomo statunitense Lewis Swift.

## Descrizione
NGC 1215 ha una classe di luminosità I e presenta una larga riga a 21 cm dell'idrogeno neutro.
NGC 1215 viene considerata una galassia di campo, cioè una galassia che non appartiene ad alcun ammasso o gruppo di galassie ed è quindi gravitazionalmente isolata. Questa indicazione sembra essere in contraddizione con l'appartenenza a  
Hickson Compact Group 23B. La stessa osservazione si applica a NGC 1214.
Data la sua luminosità superficiale pari a 14,94, NGC 1215 può essere classificata come una galassia a bassa luminosità superficiale (nella letteratura in lingua inglese abbreviata in LSB, acronimo di Low Surface Brightness). Le galassie LSB sono galassie di tipo diffuso (D) con una luminosità superficiale inferiore di almeno una magnitudine a quella del cielo notturno circostante.

## Hickson Compact Group 23
Assieme a NGC 1214, NGC 1216 e PGC 11673, NGC 1215 forma un Hickson Compact Group, dove è registrata con il codice HCG 23B.